# Mitterkirchen im Machland
Mitterkirchen im Machland ist eine an der Donau liegende Marktgemeinde im Machland im Bezirk Perg im Unteren Mühlviertel in Oberösterreich mit 1766 Einwohnern (Stand 1. Jänner 2024).
Die Gemeinde gehört zum Gerichtsbezirk Perg mit dem zuständigen Bezirksgericht in der Bezirkshauptstadt Perg.
Bedingt durch die Lage an der Donau befand sich in der mehrmals auf Grund von Katastrophenhochwässern umgesiedelten Ortschaft Hütting einer der ältesten Märkte Oberösterreichs. Die Markterhebung von Mitterkirchen am 10. Oktober 1977 erfolgte unter Bezugnahme auf dieses Marktrecht, auch das Wappen von Mitterkirchen enthält Teile des Hüttinger Wappens.
Die Errichtung des Kraftwerks Wallsee-Mitterkirchen in der zweiten Hälfte der 1960er-Jahre auf dem Gemeindegebiet prägt seither die Landschaft und den Verlauf der Gewässer. Der Machlanddamm hat das Ziel die Gefahr von Hochwasserkatastrophen nachhaltig zu verringern.
Gegen Ende des 20. Jahrhunderts wurde auf dem Gemeindegebiet ein hallstattzeitliches keltisches Hügelgräberfeld freigelegt und in diesem Zusammenhang 1991 das Keltendorf Mitterkirchen eröffnet. Von touristischer Bedeutung ist auch die Lage am Donauradweg und am Donausteig.

## Geografie

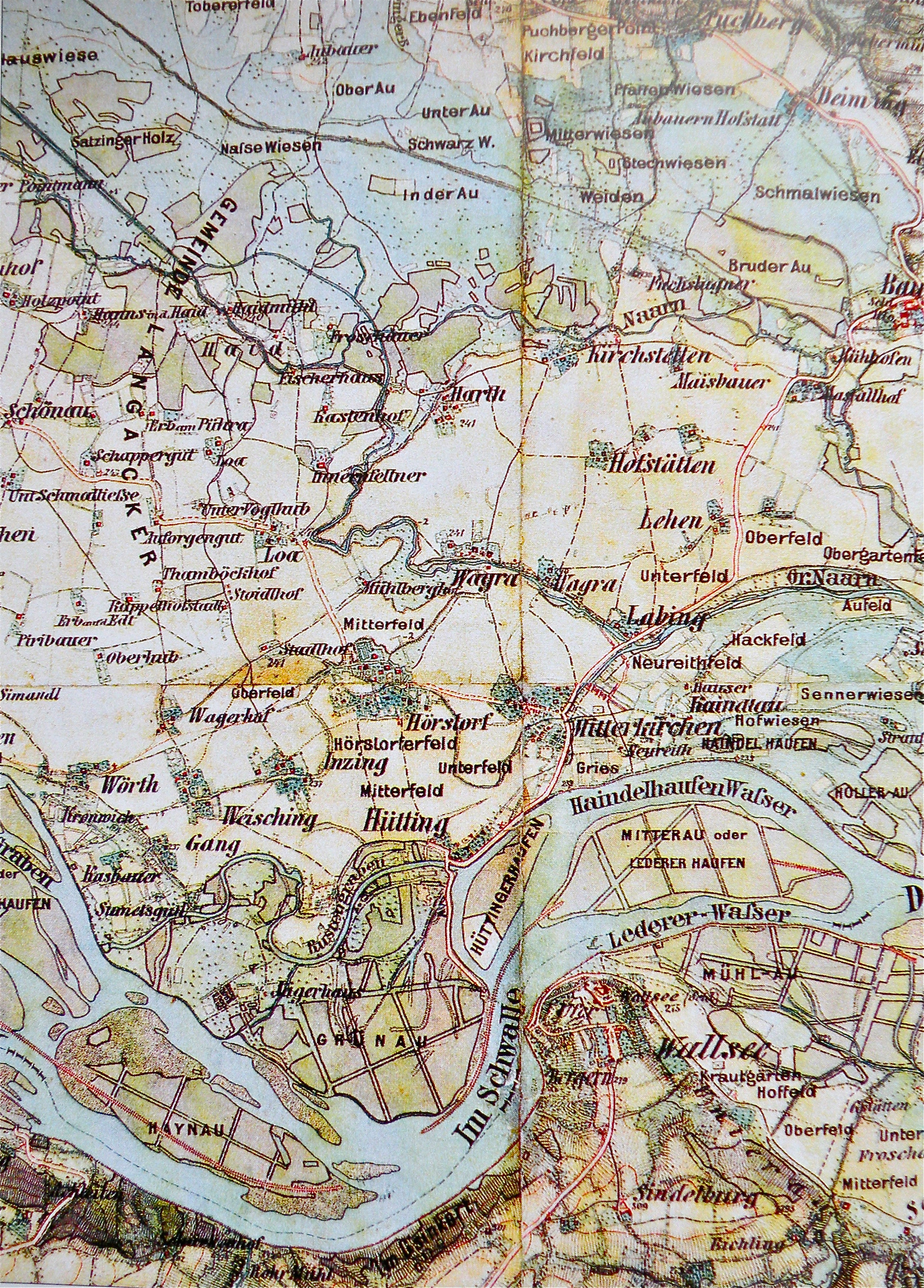
Ortschaften von Mitterkirchen mit den Flüssen Naarn und Donau in der 2. Hälfte des 19. Jahrhunderts

Das Ortszentrum befindet sich etwa zehn Kilometer südöstlich der Bezirkshauptstadt Perg und etwa zwei Kilometer nördlich der Donau auf 235 m ü. A. Das Gemeindegebiet hat eine Ausdehnung von Norden nach Süden von 8,7 Kilometern und von West nach von Ost 7,1 Kilometern. Die Gesamtfläche beträgt 28,6 Quadratkilometer. 21 % der Fläche sind bewaldet, 59,2 % der Fläche sind landwirtschaftlich genutzt.
Aus geologischer und geomorphologischer Sicht gehört Mitterkirchen zur oberösterreichischen Raumeinheit Machland.
Mitterkirchen liegt in der Machlandebene, sodass der Unterschied zwischen niedrigstem und höchsten Punkt der Gemeinde nur elf Meter beträgt. Der höchste Punkt liegt beim Gehöft Hans in der Haid auf 244 m ü. A. und der niedrigste Punkt auf den Äckern am Gries bei 233 m. Weitere Höhenangaben im Gemeindegebiet betreffen Hart, Kirchstetten, Hofstetten, Wagra, Stadlbauer auf der Leithn mit je 241 m, Loa 240 m, Fuchsluger 238 m, Inzing und Gang 237 m, Pfarrkirche 235 m, Hütting (vor Umsiedelung) 234 m.
| Katastralgemeinden                                                    | Ortschaften in der Gemeinde |
| --------------------------------------------------------------------- | --- |
| Hofstetten (7,89 km²) Langacker (13,93 km²) Mitterkirchen (71,11 km²) | Am Bühel (Sdlg) · Gang (R) · Haid In der Haid (ZH) Hart (R) · Heinz Lettner-Siedlung (Sdlg) · Hofstetten (R) · Hörstorf (D) · Hütting (D) · Inzing (D) · Kaindlau · Kirchstetten (D) · Labing (D) · Langacker (ZH) Pührer (W) Lehen (R) · Loa (D) · Mitterkirchen (M) · Neu Hütting (Sdlg) · Wagra (D) · Weisching (ZH) Wagerhof (W) Wörth (D) |
| Legende                                                               | |

| In der Spalte Katastralgemeinden sind sämtliche Katastralgemeinden einer Gemeinde angeführt. In der Klammer ist die jeweilige Fläche in km² angegeben. |
| In der Spalte Ortschaften sind sämtliche von der Statistik Austria erfassten Siedlungen, die auch eine eigene Ortschaftskennziffer aufweisen, angeführt. In der Hierarchieebene derselben Spalte, rechts eingerückt, werden nur Ansiedlungen, die mindestens aus mehreren Häusern bestehen, dargestellt. Die wichtigsten der verwendeten Abkürzungen sind: - M = Hauptort der Gemeinde - Stt = Stadtteil - R = Rotte - W = Weiler - D = Dorf - ZH = Zerstreute Häuser - Sdlg = Siedlung - Hgr = Häusergruppe - E = Einzelgehöft (nur wenn sie eine eigene Ortschaftskennziffer haben) Die komplette Liste der Statistik Austria ist in: Topographische Siedlungskennzeichnung nach STAT Zu beachten ist, dass manche Orte unterschiedliche Schreibweisen haben können. So können sich Katastralgemeinden anders schreiben als gleichnamige Ortschaften bzw. Gemeinden. Quelle: Statistik Austria – |

### Gewässer
In Mitterkirchen wird mit dem Machlanddamm in der Zeit von 2009 bis 2013 ein Schutz gegen ein Jahrhundert-Hochwasser errichtet, nachdem die Ortschaft Hütting ganz ausgesiedelt und in Neu-Hütting neu aufgebaut worden ist.
Wesentliche Fließgewässer sind neben der Donau der teilweise von der Erla gespeiste, beim Kraftwerksbau in den 1960er-Jahren verbliebene Donau-Altarm Wallsee und der Hüttinger Arm, ein bei früheren Donauregulierungen verbliebener Altarm der Donau.
Sowohl der Aist-Mühlbach als auch die Naarn münden in den Hüttinger Arm, wobei kurz vor der Mündung der Naarn die Schwemmnaarn ausgeleitet wird. Dabei handelt es sich um den nach der Naarnregulierung in den 1960er-Jahren verbliebenen, weiterhin bei Dornach in die Donau mündenden Altarm der Naarn. Der Holzplatz Kaindlau war einer der Endpunkte der Scheiterschwemme auf der Naarn (siehe auch Hauptartikel Perger Schwemmplatz), lag zunächst direkt am Donauufer und nach der Donauregulierung Anfang des 19. Jahrhunderts am Ufer des Hüttinger Arms (Donaualtarm, Grieswasser). Vor dem Ersten Weltkrieg wurde das Holz mittels Feldeisenbahn mit Pferdeantrieb zum Tauchplatz beim Kohlbühel zur Verladung in Wasserfahrzeuge gebracht. 1922 war eine Verlegung des Tauchplatzes erforderlich und die Feldeisenbahn musste ebenfalls verlegt werden, wobei sie so verstärkt und auf 3 km verlängert wurde, dass der Betrieb mit Benzinmotoren erfolgen konnte. Im Nordosten bildet der Tobrabach teilweise die Grenze des Gemeindegebietes zur Gemeinde Arbing.

### Gemeindegliederung
Die Gemeinde Mitterkirchen besteht aus nachstehenden Katastralgemeinden (KG) mit den angeführten insgesamt neunzehn Ortschaften (in Klammern Einwohnerzahl Stand 1. Jänner 2024):
- Katastralgemeinde Hofstetten:
  - Am Bühel (93)
  - Haid (55) samt In der Haid
  - Hart (82)
  - Hofstetten (62)
  - Kirchstetten (64)
  - Loa (339)
- Katastralgemeinde Langacker:
  - Gang (21)
  - Hörstorf (343)
  - Langacker (82) samt Pührer
  - Weisching (62) samt Badesee Mitterkirchen und Wagerhof
  - Wörth (69)
- Katastralgemeinde Mitterkirchen:
  - (Neu-)Hütting (0)
  - Kaindlau (0)
  - Labing (37)
  - Lehen (27)
  - Mitterkirchen (167)
  - Wagra (83)

### Nachbargemeinden
| Perg               | Arbing                                      | Baumgartenberg |
| Naarn im Machlande | Kompassrose, die auf Nachbargemeinden zeigt |                |
| Strengberg (AM)    | Wallsee-Sindelburg (AM)                     | Ardagger (AM)  |

## Geschichte

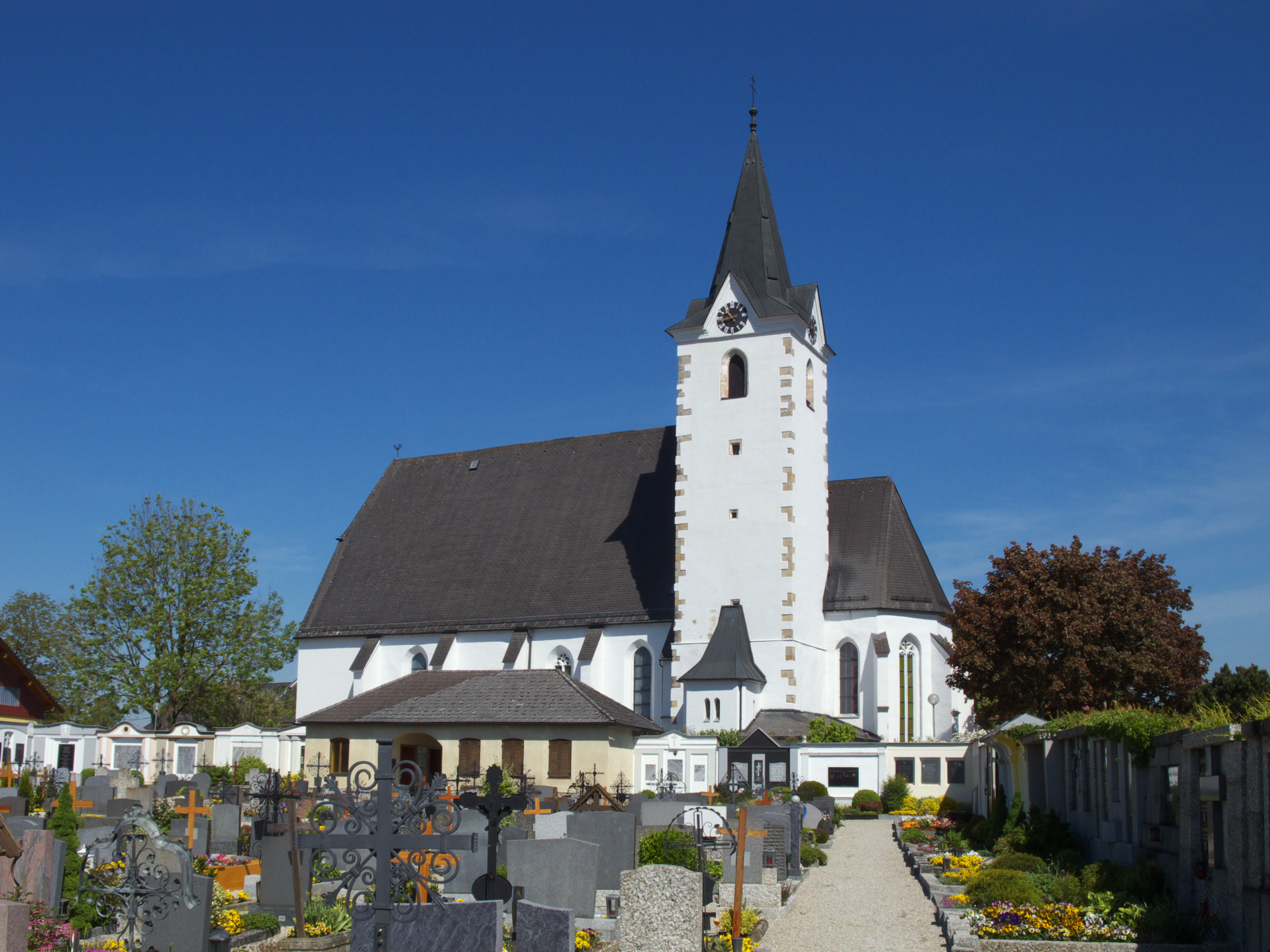
Pfarrkirche und Friedhof

Einzelfunde aus der Jungsteinzeit geben Anlass zu der Vermutung, dass bereits 2500 Jahre vor Christus Menschen in der Gegend um Mitterkirchen lebten. Ab etwa 800 vor Christus besiedelten die Kelten den Donauraum. Rund um die Ausgrabung des Gräberfeldes Mitterkirchen entstand das Keltendorf Mitterkirchen zur Konservierung der Fundstelle und zur Darstellung keltischen Lebens. Es wurden 50 Hügelgräber mit rund 80 Bestattungen aus der frühen Eisenzeit (Hallstattkultur, 800 bis 450 vor Christus) freigelegt. Rund 900 Gefäße mit wertvollen Grabbeigaben lassen auf Bestattungen hochgestellter Persönlichkeiten schließen. Zu den Fundstücken zählt auch der Mitterkirchner Prunkwagen.
Während der Römerzeit lag Mitterkirchen direkt an der Grenze der Provinz Noricum, die in diesem Bereich vom Limes beziehungsweise von der Donau gebildet wurde, innerhalb der 7,5 Kilometer breiten Pufferzone zwischen Römern und Barbaren. Das römische Kastell Adiuvense (Wallsee) lag in Sichtweite, auch das um 170 nach Christus errichtete Legionslager Albing in der heutigen Gemeinde Sankt Pantaleon-Erla lag nur wenige Kilometer entfernt am Südufer der Donau. Siedlungsspuren aus dieser Zeit sind auf dem Gebiet von Mitterkirchen nicht nachweisbar.
Ebenso fehlen Spuren von Aktivitäten der Hunnen und der Rugier in dieser Gegend. Bei den bereits erwähnten Grabungen fand man die Überreste einer slawischen Wohnsiedlung mit einem angeschlossenen Werkstattbezirk aus dem 8. Jahrhundert. Der Fundort liegt östlich von Labing. U.a. wurden Reste einer Töpferei und Brennerei, von Backöfen und Grubenmeilern gefunden. Es wurde Eisen in sogenannten Reduktionsgruben hergestellt und in Schmiedewerkstätten weiterverarbeitet. Slawisch-bairische Mischbegriffe und Ortsnamen deuten auf eine friedliche Koexistenz der beiden Völker hin.
Im frühen Mittelalter zählte das südliche Machland zum Herzogtum Bayern und ab dem 9. Jahrhundert gehörte es zur Awarenmark. Grenzgraf Wilhelm I. schenkte am 18. Jänner 853 dem Kloster Sankt Emmeram in Regensburg seine Besitzungen zwischen den Flüssen Aist und Naarn, den sogenannten Regensburger Luß. An der Wende vom 9. zum 10. Jahrhundert erhielten die Magyaren nach dem Sieg über die Bayern bei Pressburg ab 907 das Gebiet östlich der Enns, erst nach dem Sieg über die Ungarn auf dem Lechfeld bei Augsburg 955 rückten die Grenzmarken wieder nach Osten. Die Turmhügelburg Wasenberg kann zeitlich nicht genau eingeordnet werden.
Zur Zeit der Babenberger lagen die späteren Katastralgemeinden Hofstetten, Langacker und Mitterkirchen in der Markgrafschaft beziehungsweise später im Herzogtum Österreich im Machland auf dem Gebiet der Herren von Machland.
Die ältesten urkundlichen Erwähnung Mitterkirchens erfolgten 1111 als mittrinchirchin. Weitere Schreibweisen im 12. und 13. Jahrhundert waren mittirchirchen, mitterchirchen, mitternkirchen, mitterenchirchen, mitterchirchen und mitterkirchen. Übersetzt wurde der Ortsname meist mit bei der mittleren Kirche (Lage zwischen Saxen und Naarn), könnte aber auch von der Lage auf einem Mitterfeld herrühren. 1156 wurde in Mitterkirchen erstmals eine landwirtschaftliche Ansiedelung, der Wörthbauer, erwähnt. In Hütting befand sich im Mittelalter einer der ältesten Märkte Oberösterreichs, der auch als Gerichtsort von Bedeutung war. Der Ort dürfte in der Karolingerzeit hochwasserfrei gewesen sein und war damit auch für die Schifffahrt und den Handel bedeutsam.
Nach dem Aussterben der Herren von Perg und Machland unterstand das Machland direkt den Landesherren, den Babenbergern, Mitterkirchen gehörte zum Einflussbereich des Landgerichts Machland mit Sitz auf der Burg Mitterberg und später auf der Greinburg. In Hütting dürfte sich eine Absplitterung dieses Gerichts befunden haben. Gegen Ende des 13. Jahrhunderts wurde das Landgericht Machland an die Herren von Walsee verpfändet und blieb bis ins 15. Jahrhundert in deren Händen. Zum niederen Adel zählten aus dem Bereich von Mitterkirchen die Inzinger (urkundliche Erwähnung von 1240 bis zur Mitte des 14. Jahrhunderts, Sitz in Inzing), die Steiner (Besitzer von Außernstein und Innernstein, 13. Jahrhundert), die Pieber (verwandt mit den Steinern, begütert in Weinberg und im Machland, 14. Jahrhundert) und die Mitterkirchner (13. und 14. Jahrhundert, zu den vorgenannten vergleichsweise unbedeutend).
Ob die Pfarre Mitterkirchen ursprünglich zur Altpfarre Naarn oder Saxen gehörte, ist unklar. Die Kirche in Mitterkirchen wurde 1147 von Otto von Machland zur Stiftung des Klosters Säbnich bzw. Waldhausen gewidmet und die Pfarre wurde 1256 dem Kloster Waldhausen einverleibt und verblieb dort bis zur Aufhebung des Klosters im Jahr 1785. Die Pfarrkirche wurde 1482 erbaut, nachdem sie zuvor wahrscheinlich durch die Hussiten einmal oder mehrmals zerstört worden war. 1586 wurde die Pfarre Mitterkirchen durch das Kloster Baumgartenberg betreut. 1606 bis 1626 gehörte Mitterkirchen wie zahlreiche andere Pfarren der Region zur Pfarre Naarn, während gleichzeitig protestantische Priester vor Ort waren. Geschätzt 75 % der Stadt- und Marktbewohner und rund 50 % der Landbevölkerung dürften evangelisch gewesen sein. Seit 1785 gehört die Pfarre Mitterkirchen zur Diözese Linz.
1501 gab es die größte Überschwemmung des Jahrtausends im Machland. Rund 6000 Leute starben bei dieser Naturkatastrophe. Die Hochwassermarke bei Wallsee lag um rund zwei Meter höher als bei jenem von 1954. Im 16. und 17. Jahrhundert gab es in der Gegend mehrere Bauernaufstände wegen sozialer und wirtschaftlicher Unzufriedenheit. 1624 und 1625 gab es in Mitterkirchen zahlreiche Pesttote. 1676 wurde erstmals eine Pfarrschule erwähnt. 1817 wurde eine neue Schule gebaut, die bis 1968 als solche diente.
Ab 1755 bestand ein kaiserliches Privileg zur Holzschwemme auf der Naarn. In Labing wurde ein Rechen gebaut und das Holz von dort zum Kaindlauer Schwemmplatz geleitet, aufgespießt und gelagert. Das Holz wurde zu Flößen zusammengebaut oder auf Schiffe verladen und donauabwärts bis Wien und Budapest verfrachtet. Die Letzte Holztrift auf der Naarn fand 1938 statt.
Für die letztlich erfolglose Entsumpfung der Perger Au wurde ab 1776 ein kleiner und ein großer Naarnkanal errichtet. Letzterer hieß Maria-Theresien-Kanal. Die Naarn und ihre Zubringer wurden gegen den Widerstand der Mühlenbesitzer in ihrem Verlauf tiefer gelegt, eingefasst und begradigt. Da neuerlich Wehranlagen errichtet wurden und die Scheiterschwemme fortgesetzt wurde, war bald der Zustand der Versumpfung wie vor der Regulierung wieder erreicht. Erst in den 1960er-Jahren konnte im Zusammenhang mit dem Bau des Donaukraftwerks eine dauerhafte Lösung herbeigeführt werden.
1785 wurde das Josephinische Lagebuch angelegt. In diesem Zusammenhang wurden die Katastralgemeinden Langacker, Hofstetten und Mitterkirchen gebildet.
Während der Napoleonischen Kriege war der Ort mehrfach besetzt. 1805 lagerten zwischen Naarn und Au 5000 Mann, die Plünderungen erstreckten sich auch auf Mitterkirchen. Die Donauregulierung in der ersten Hälfte des 19. Jahrhunderts betrifft auch den Bereich zwischen Mauthausen und Ardagger und verändert in diesem Bereich den Verlauf der Donau grundlegend. Das ursprüngliche Hauptgerinne der Donau verblieb nach der Regulierung als Hüttinger Altarm.
1841 brannte der Pfarrhof ab.
1848 entstanden auf den Gebieten der gleichnamigen Katastralgemeinden die Gemeinden Hofstetten, Langacker und Mitterkirchen, die ab 1918 zu Gemeinden im Bundesland Oberösterreich wurden.
Der Ausbau der Infrastruktur begann mit dem Bau eines Post- und Telegraphenamtes und wurde unterbrochen durch die Kriegsjahre im Einklang mit der Entwicklung im ganzen Land fortgeführt. Seit 1918 gehört der Ort zum Bundesland Oberösterreich. Bereits zu diesem Zeitpunkt gab es erste Pläne für ein Wasserkraftwerk.
Der örtliche Vorschusskassenverein wurde am 4. Mai 1890 als Genossenschaft mit unbeschränkter Haftung gegründet und später als Raiffeisenkasse bezeichnet. 1990 erfolgte der Zusammenschluss mit der Raiffeisenbank Perg. Die Sparkasse Perg hatte von 1927 bis 1939 in Mitterkirchen eine Zweigstelle, von 1951 bis in die 1980er-Jahre eine Zahlstelle auf dem Gemeindeamt und anschließend bis 1999 wieder eine Zweigstelle.
1936 wurde durch die Zusammenlegung der ehemals selbständigen Gemeinden und Katastralgemeinden Hofstetten, Langacker und Mitterkirchen die Großgemeinde Mitterkirchen geschaffen, von der 1956 die Ortschaften Kühofen, Mettensdorf und Pitzing sowie das Anwesen Lehen 1 wieder abgetrennt und nach Baumgartenberg eingemeindet wurden. Dadurch wurden die Gemeindegrenzen an die Pfarrgrenzen angeglichen.
Nach dem Anschluss Österreichs an das Deutsche Reich am 13. März 1938 gehörte Mitterkirchen zum Gau Oberdonau. 1945 erfolgte die Wiederherstellung Oberösterreichs und die Gemeinde gehörte bis 1955 zur sowjetischen Besatzungszone.
1954 richtete das Jahrhunderthochwasser im Gemeindegebiet von Mitterkirchen große Schäden an. 1968 wurde das Kraftwerk Wallsee-Mitterkirchen in Betrieb genommen. Seither hat die Donau in diesem Bereich auf einer Länge von etwa 3,5 Kilometern einen geänderten Verlauf, während die Gemeinde-, Bezirks- und Landesgrenzen unverändert blieben. Es handelte sich um das erste österreichische Donaukraftwerk, das in Trockenbauweise hergestellt wurde.
1971 wurde das etwa sieben Hektar große Freizeitareal mit dem etwa 3 Hektar großen Badesee Mitterkirchen in der Ortschaft Weisching eröffnet und 1972 die Naarnregulierung abgeschlossen. 1977 erfolgte die Erhebung zum Markt und Mitterkirchen erhielt ein neues Gemeindewappen sowie neue Gemeindefarben. 1984 wurden die ersten Funde aus dem hallstattzeitlichen keltischen Hügelgräberfeld, darunter der Mitterkirchner Prunkwagen, in Lehen der Öffentlichkeit präsentiert und 1991 wurde das Keltendorf Mitterkirchen eröffnet.
Nach dem Donauhochwasser im August 2002 erfolgte ab 2003 die Aussiedelung des Ortsteils Hütting in den neu geschaffenen Ortsteil Neu-Hütting. In den Jahren 2008 bis 2015 wird gemeinsam mit den übrigen an der Donau gelegenen Gemeinden das Hochwasserschutzprojekt Machland Nord verwirklicht.

## Bevölkerung

### Einwohnerentwicklung
Die Einwohneranzahl stieg von 1869 bis 1971 nur geringfügig von 1430 auf 1533 (mit Ausnahme 1939, wo 1579 Personen gezählt wurden). Ab 1971 stieg die Bewohneranzahl stärker und erreichte 2001 1793 Personen. Seither ist ein leichter Bevölkerungsrückgang festzustellen.

### Bevölkerungsstruktur nach Geschlecht, Alter und Bildung
Die Gemeinde Mitterkirchen hatte am 1. Jänner 2009 1.695 Einwohner, davon 827 Männer und 868 Frauen.
Die grobe Altersstruktur der Mitterkirchner Bevölkerung zum 1. Jänner 2009 zeigt, dass 68,5 % der Mitterkirchner über 15 und unter 65 Jahre alt sind. Mit 16,6 % ist etwa ein Sechstel der Bevölkerung jünger und mit 14,9 % etwas mehr als ein Siebentel der Bevölkerung älter. Der Frauenanteil liegt bei der Hauptgruppe deutlich niedriger als beim Gesamtwert, während er bei den jüngeren und älteren Personen deutlich höher liegt.
Von den 1451 Mitterkirchnern, die 2001 über 15 Jahre alt waren, sind 752 beziehungsweise 51,8 % Frauen. 28 Mitterkirchner, das sind 1,9 % der über Fünfzehnjährigen, haben den Abschluss einer Universität, Fachhochschule oder Akademie, der Frauenanteil liegt hier mit 42,9 % deutlich unter dem der Bevölkerungsgruppe insgesamt. Weitere 90 Mitterkirchner, das sind 6,3 % der relevanten Bevölkerungsgruppe, haben die Matura, dabei liegt der Frauenanteil mit 56,7 % deutlich über dem an der betreffenden Bevölkerungsgruppe. 705 Mitterkirchner, das sind mit 48,6 % fast die Hälfte der über Fünfzehnjährigen, haben eine Lehre oder berufsbildende mittlere Schule abgeschlossen, wobei der Frauenanteil 39,1 % beträgt. 628 oder 43,3 % der Mitterkirchner haben nur einen Pflichtschulabschluss. Darunter sind fast zwei Drittel Frauen.

### Herkunft und Sprache
98,3 % der Mitterkirchner Einwohner sind zum 1. Jänner 2009 österreichische Staatsbürger und 96,9 % wurden in Österreich geboren. 1,7 % der Mitterkirchner kommen aus anderen EU-Staaten, 0,1 % aus Nicht-EU-Staaten.
Der mittel- oder donaubairische Dialekt ist eine bairische Dialektform, die in ganz Oberösterreich verbreitet ist. Der ostösterreichische Zweig des Mittelbairischen geht auf die Mundart des durch die bairische Ostsiedlung entstandenen babenbergischen Herrschaftsgebietes Ostarrichi zurück.
Bei der Volkszählung 2001 haben 1750 Personen (97,6 %) Deutsch als Umgangssprache angegeben, 31 (1,7 %) Türkisch, 12 (0,7 %) eine sonstige Sprache.

### Religion
Bei der Volkszählung 2001 haben 1.711 Personen (95,4 %) römisch-katholisch als Religionsbekenntnis angegeben, 40 (2,2 %) islamisch, 1 (0,1 %) evangelisch, 5 orthodox und 1 sonstige Glaubensrichtungen. 35 (2,0 %) der Mitterkirchner haben sich zu keiner Religion bekannt.

## Kultur und Sehenswürdigkeiten

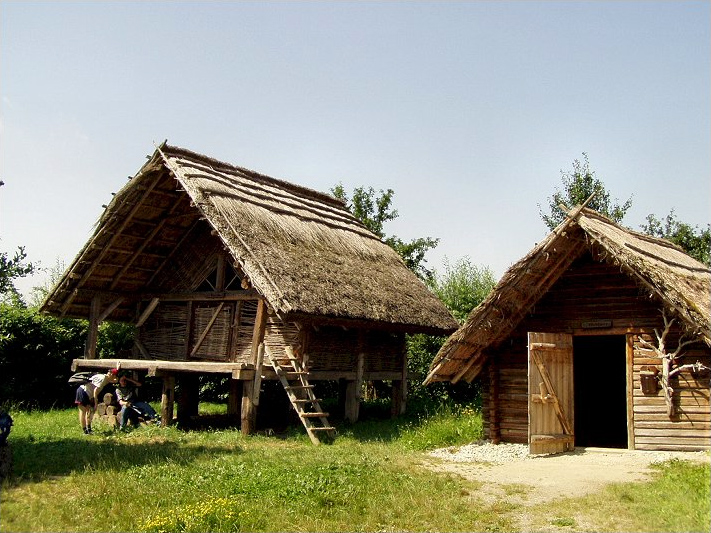
Keltendorf Mitterkirchen

- Urgeschichtliches Freilichtmuseum Keltendorf Mitterkirchen: Im Freilichtmuseum Mitterkirchen wurde originalgetreu ein Keltendorf aus der frühen Eisenzeit rekonstruiert. Zu besichtigen sind unter anderem eine großflächige Siedlungsanlage und ein bedeutendes früheisenzeitliches Hügelgräberfeld der Hallstatt-Kultur mit einem originalgetreu nachgebauten Wagengrab samt dem Mitterkirchner Prunkwagen.[6]
- Kraftwerk Wallsee-Mitterkirchen: Das Kraftwerk Wallsee-Mitterkirchen ist ein Laufkraftwerk in der Donau – zwischen der niederösterreichischen Gemeinde Wallsee und der oberösterreichischen Gemeinde Mitterkirchen. Das Donaukraftwerk wurde von 1965 bis 1968 errichtet.
- Katholische Pfarrkirche Mitterkirchen hl. Andreas: Die spätgotische Kirche wurde 1484 errichtet und bietet seit ihrem Umbau 2004 mit raffinieren Lichtelementen und Olivenholz eine besondere Atmosphäre.
- Wasenberg (Mitterkirchen im Machland), Reste einer Turmhügelburg in der Ortschaft Hart

### Musik
- Das Machland-Duo war eine Volksmusik-Formation aus Hofstetten.

### Vereine
In Mitterkirchen besteht eine Reihe von Vereinen, die den kulturellen Bedürfnissen der regionalen Bevölkerung nachkommen. Dazu gehören der Musikverein, der Union Sportverein, die Freiwillige Feuerwehr, die Landjugend und andere Gruppierungen.

### Freizeit
In Mitterkirchen besteht seit 1971 ein Freizeitareal mit Badesee samt Infrastruktur, Gastronomie, Tennisplätzen, Beachvolleyballplatz, Wassertrampolin und Kinderspielplatz, das sich über rund acht Hektar erstreckt. Der etwa 3 Hektar großen Sees wurde 1995 vertieft und wird im Winter als Eislaufplatz und für den Eisstocksport verwendet.
Mitterkirchen liegt am Donauradweg und auf dessen lokaler Nebenroute, dem Machlandradweg, sowie am Donausteig. Der bundesländerübergreifende Donau-Altarmweg führt ebenfalls über das Gemeindegebiet.

### Naturschutz

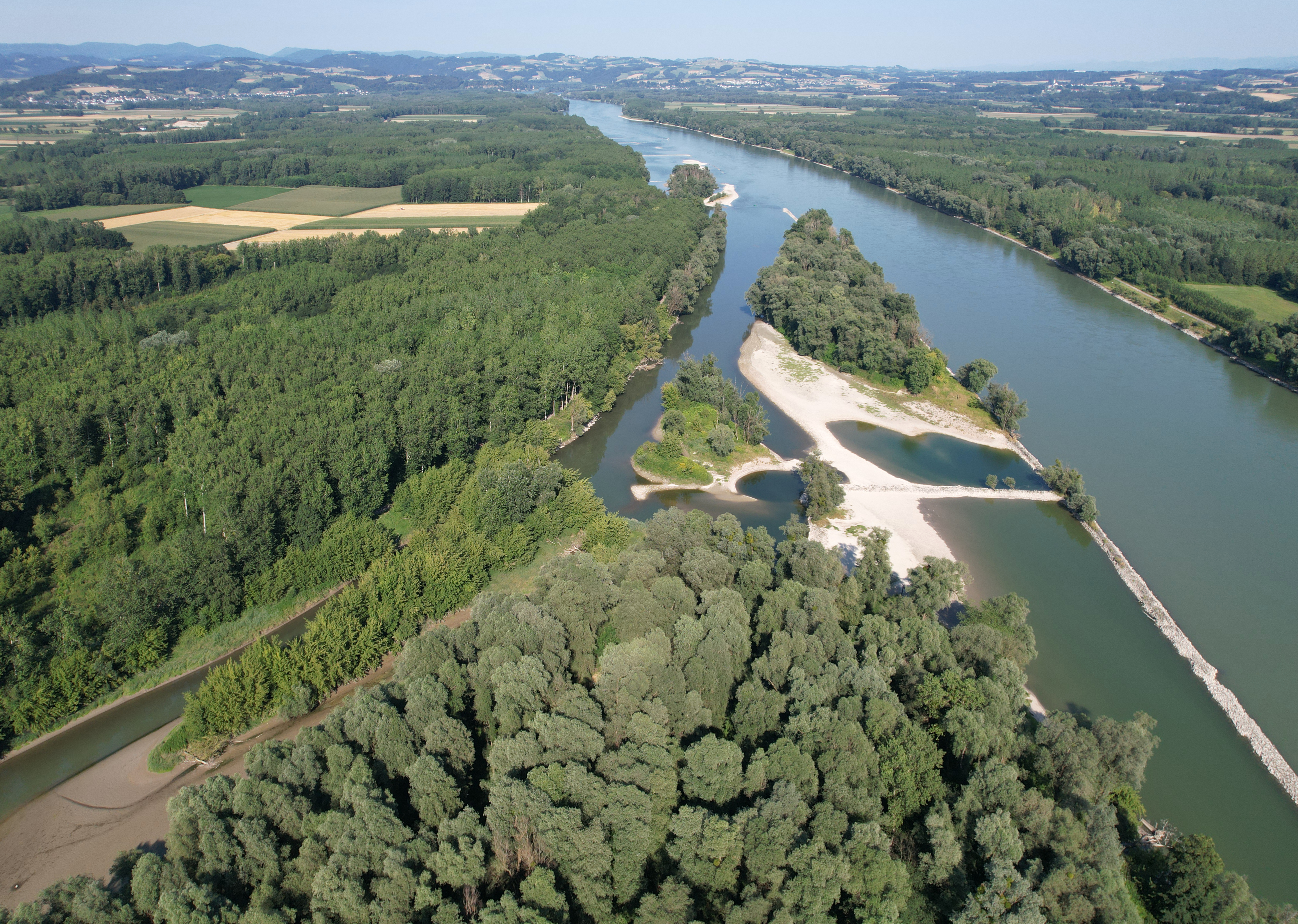
Lederer Haufen

Das künftige Europaschutzgebiet Machland Nord erstreckt sich auf einen Teil des Gemeindegebietes. Mehr als 57 Quadratkilometer des nieder- und oberösterreichischen Machlandes wurden aufgrund seiner internationalen Bedeutung für die Vogelwelt von Birdlife Österreich zur Important Bird Area (IBA) erklärt.
Eine Eiche in Hütting, Kastanie und Linde bei der Grüner-Kapelle und der Lederer Haufen in Mitterkirchen sind im Naturschutzbuch der oberösterreichischen Landesregierung als Naturdenkmäler ausgewiesen.

## Wirtschaft und Infrastruktur

### Wirtschaftsbetriebe
In Mitterkirchen haben hauptsächlich örtlich und regional tätige Unternehmen und öffentliche Einrichtungen ihren Sitz, die im Wesentlichen der Nahversorgung dienen. Die Gemeinde Mitterkirchen ist eine von 18 Gemeinden in der LEADER Region Strudengau.

### Beschäftigungssituation
Am 1. Jänner 2001 waren in Mitterkirchen 245 Personen beschäftigt. Von den in Mitterkirchen wohnenden 824 Erwerbstätigen pendelten 651 zu ihren Arbeitsplätzen außerhalb der Gemeinde, während 72 Personen zu ihrem Arbeitsplatz nach Mitterkirchen pendelten.
387 Arbeitsplätze der Mitterkirchner befinden sich in einer anderen Gemeinde des Bezirkes Perg, überwiegend in Perg, Schwertberg, Naarn und Baumgartenberg und 201 außerhalb des Bezirks Perg in Oberösterreich, überwiegend in Linz-Stadt und Linz-Land. Die restlichen Arbeitsplätze befinden sich in anderen Bundesländern (insbesondere in Niederösterreich), vereinzelt auch im Ausland. 34 Personen aus dem Bezirk Perg haben ihren Arbeitsplatz in Mitterkirchen, der Rest der Einpendler kommt aus anderen Bezirke Oberösterreichs bzw. anderen österreichische Bundesländern (insbesondere Niederösterreich).
2001 waren von den Mitterkirchnern 11,5 % in der Land- und Forstwirtschaft, 43,9 % in Industrie, Gewerbe und Bauwesen sowie 44,5 % im Dienstleistungsbereich tätig. Der Anteil der in der Land- und Forstwirtschaft tätigen Mitterkirchnern betrug 1981 noch 30,1 %. Die Arbeitsplätze in Mitterkirchen bestanden zu 38,8 % in der Landwirtschaft, zu 26,9 % in Industrie, Gewerbe und Bauwesen sowie zu 34,3 % im Dienstleistungsbereich. 1981 waren noch 56,5 % der Arbeitsplätze in der Land- und Forstwirtschaft zu finden.

### Verkehrssituation

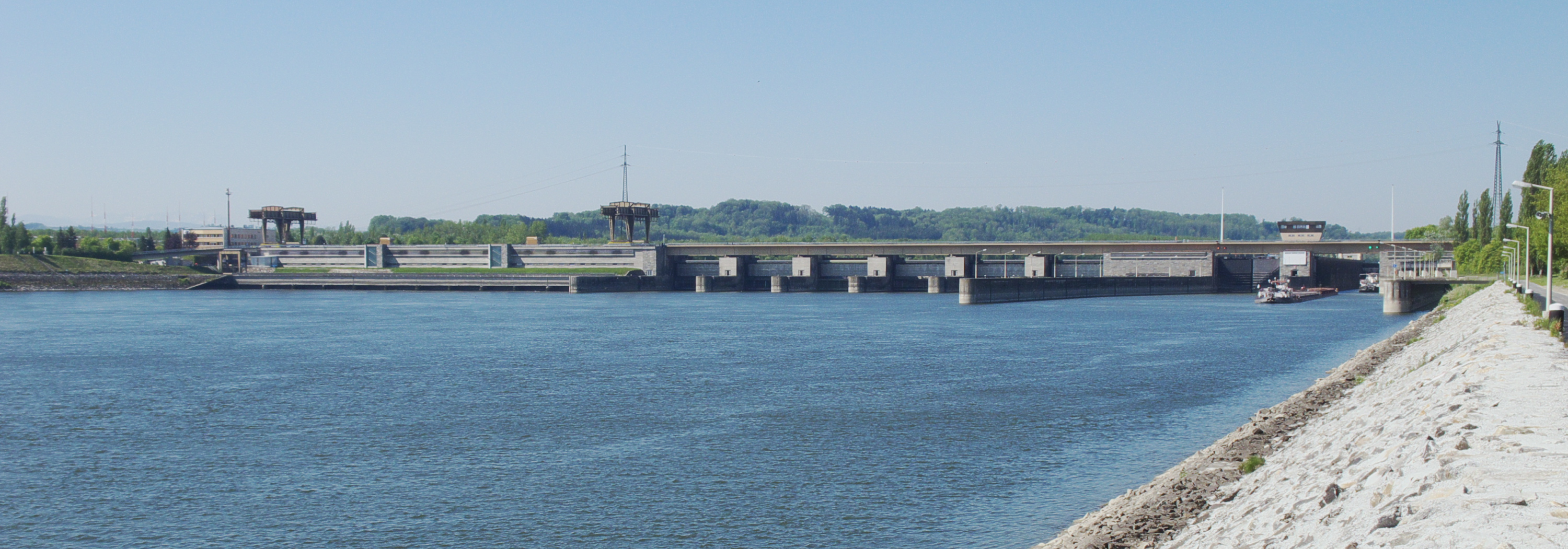
Über das Kraftwerk Wallsee-Mitterkirchen führt eine Straße.

Die aus Naarn kommende Machland Landesstraße L 570 durchquert das Gemeindegebiet Mitterkirchens von Nordwest nach Südost, führt durch das Ortszentrum und weiter Richtung Nordosten nach Baumgartenberg. Über das Gemeindegebiet führen sowohl der Donauradweg als auch der 2010 eröffnete Donausteig.
Mitterkirchen liegt zwar nicht unmittelbar an der Donauuferbahn, die nächste Haltestelle befindet sich aber nur vier Kilometer nordöstlich in Baumgartenberg. Die Donau Straße (B 3) verläuft von Perg bis Baumgartenberg parallel zur Bahntrasse und ist sowohl bei Fahrten Richtung Osten als auch Westen in wenigen Minuten erreichbar. Der nächstgelegene Autobahnanschluss befindet sich südlich der Donau in Oed und kann über die beschränkt benutzbare Brücke des Donaukraftwerks Wallsee-Mitterkirchen in knapp 15 Minuten erreicht werden.

### Infrastruktur
Die Stromversorgung der Gemeinde Mitterkirchen erfolgt im Wesentlichen durch die Linz AG. Es besteht sowohl eine regionale Fernwärme-Versorgung für Teile des Gemeindegebietes als auch ein Anschluss an das oberösterreichische Ferngas-Netz. Es bestehen örtliche Freiwillige Feuerwehren in Mitterkirchen, Langacker und Hütting. In der Gemeinde Mitterkirchen besteht neben einem Kindergarten für die noch nicht schulpflichtigen Kinder eine Volksschule. Die Möglichkeit zum Besuch von Hauptschulen, eines Unterstufengymnasiums, des Polytechnischen Lehrgangs oder der mittleren und höheren Schulen ist im Bezirk Perg möglich, wobei vor allem Baumgartenberg (Hauptschule und Europagymnasium) und Perg als Schulorte fungieren.

## Politik

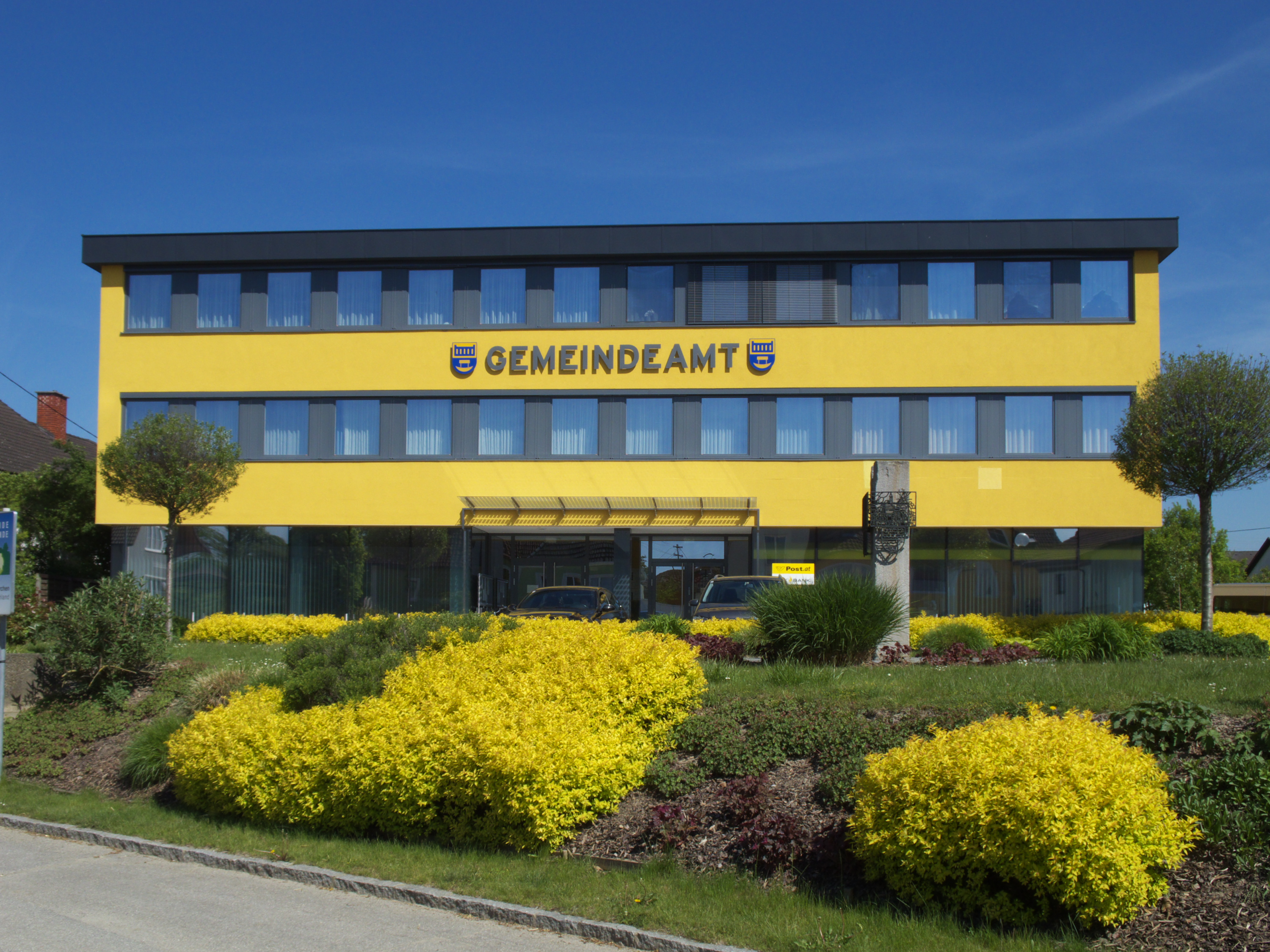
Gemeindeamt von Mitterkirchen im Machland

### Gemeinderat
Bei den Gemeinderatswahlen verfügt die ÖVP seit 1945 über die absolute Mehrheit der Stimmen und Mandate, wobei sich der Stimmanteil zwischen 79,9 % (1955) und 50,2 % (2003) der abgegebenen Stimmen bewegte. Die Stimmanteile der SPÖ bewegten sich zwischen 20,1 % (1955) und 45,6 % (2003). Die FPÖ kandidierte 1967 bis 1979 und erzielte zwischen 4,0 (1979) und 5,6 % (1967). Ab 1991 trat die FPÖ neuerlich bei Gemeinderatswahlen an und erzielte zwischen 4,3 % (2003) und 10,3 % (1997).
Der Gemeinderat besteht aus 19 Mitgliedern.
- Mit den Gemeinderats- und Bürgermeisterwahlen in Oberösterreich 1997 hatte der Gemeinderat folgende Verteilung: 10 ÖVP, 7 SPÖ und 2 FPÖ.[11]
- Mit den Gemeinderats- und Bürgermeisterwahlen in Oberösterreich 2003 hatte der Gemeinderat folgende Verteilung: 10 ÖVP und 9 SPÖ.[12]
- Mit den Gemeinderats- und Bürgermeisterwahlen in Oberösterreich 2009 hatte der Gemeinderat folgende Verteilung: 10 ÖVP, 8 SPÖ und 1 FPÖ.[13]
- Mit den Gemeinderats- und Bürgermeisterwahlen in Oberösterreich 2015 hatte der Gemeinderat folgende Verteilung: 12 ÖVP und 7 SPÖ.[14]
- Mit den Gemeinderats- und Bürgermeisterwahlen in Oberösterreich 2021 hat der Gemeinderat folgende Verteilung: 12 ÖVP und 7 SPÖ.[15]

### Bürgermeister
Bürgermeister von Mitterkirchen (1850 bis dato)
- Jakob Ortmayr (1850 bis 1861)
- Johann Froschauer (1861 bis 1864)
- Anton Heisserer (1864 bis 1867)
- Anton Lindner (1867 bis 1870)
- Anton Gusenleitner (1870 bis 1873)
- Anton Lindner (1873 bis 1876)
- Anton Gusenleitner (1876 bis 1879)
- Jakob Ortmayr (1879 bis 1882)
- Josef Froschauer (1883 bis 1894)
- Martin Freinhofer (1894 bis 1906)
- Johann Lettner (1906 bis 1924)
- Franz Dragon (1924 bis 1931)
- Karl Zickerhofer (1931 bis 1937)
- Johann Heiml (1937 bis 1945)
- Josef Schönbeck (1945 bis 1949)
- Johann Heiml (1949 bis 1967)
- Johann Mayrhofer (1967 bis 1972)
- Josef Lettner (1972 bis 1979)
- Franz Heilmann (1979 bis 1993)
- Johann Hinterkörner (1997 bis 2003)
- Anton Aichinger (SPÖ) (2003 bis 2015)
- Herbert Froschauer (ÖVP) (2015 bis dato)

Bürgermeister von Hofstetten (1850 bis 1936)
- Leopold Lettner (bis 1850)
- Georg Hölzl (1850 bis 1861)
- Ignaz Burghofer (1861 bis 1864)
- Josef Freindorfer (1864 bis 1867)
- Johann Freinhofer (1867 bis 1870)
- Josef Freindorfer (1870 bis 1894)
- Anton Schachner (1894 bis 1897)
- Johann Brunner (1897 bis 1900)
- Michael Lettner (1900 bis 1910)
- Johann Brunner (1910 bis 1919)
- Michael Lettner (1919 bis 1936)

Bürgermeister von Langacker (1850 bis 1936)
- Martin Söllinger (1850 bis 1867)
- Franz Kaindl (1867 bis 1870)
- Josef Lichtenberger (1870 bis 1894)
- Stefan Reitbauer (1894 bis 1903)
- Anton Aichinger (1903 bis 1909)
- Georg Kastner (1909 bis 1919)
- Karl Binder (1919 bis 1936)

Der Gemeinderat von Mitterkirchen hat die Gemeinde mit Beschluss vom 19. Juli 1987 zur Europagemeinde erklärt und entsprechende Hinweistafeln an den Ortseinfahrten aufgestellt.

### Wappen
Blasonierung: Geteilt; oben in Gold ein blaues Wehr (wie im Hinweiszeichen für den Wasserstraßenverkehr), unten in Blau ein goldenes, bedachtes Schiff. Die Gemeindefarben sind Blau-Gelb.
Die Verleihung des Wappens und die Genehmigung der vom Gemeinderat am 30. Juni 1977 festgesetzten Gemeindefarben erfolgte mit Beschluss der oberösterreichischen Landesregierung vom 10. Oktober 1977 gleichzeitig mit der Erhebung zum Markt. Das neue Wappen nimmt Bezug auf Lage an der Donau, das am 9. März 1968 bei Stromkilometer 2060,4 in Betrieb genommene Kraftwerk Wallsee-Mitterkirchen und die mit einer Doppelschleuse für die Schifffahrt versehene und zur Gänze auf dem Gemeindegebiet gelegene Staustufe. Das historische Pendant dazu bildet das dem alten Wappen des ehemaligen Marktes Hütting entnommene Schiff, das auf die seinerzeit wichtige Überfuhr von Hütting nach Wallsee hinweist.

### Partner- und Europagemeinde
- Seit 1978 besteht eine Partnerschaft mit der bayerischen Gemeinde Mitterskirchen.
- Eine weitere Partnerschaft besteht seit 1987 zwischen der Mitterkirchner Ortschaft Inzing und der Ortschaft Inzing in der Nähe von Hartkirchen bei Pocking in Niederbayern. Den beiden Ortschaften ist gemeinsam, dass sie lange vor der ersten urkundlichen Erwähnung von Kelten besiedelt waren. In beiden Ortschaften sind frühmittelalterliche Gräberfelder entdeckt worden.

## Persönlichkeiten

### Ehrenbürger von Mitterkirchen bzw. der Gemeinden Langacker, Hofstetten und Mitterkirchen
- Kaplan Christian Anieke
- Josef Buchberger (1921), Volksschuldirektor von 1892 bis 1921
- Josef Buchberger (1980), Volksschuldirektor
- Alfred Ertl (1968), Volksschuldirektor, Kapellmeister des Musikvereines, Chorleiter, Initiator des Volksschulneubaus, Träger des Goldenen Verdienstzeichens der Republik Österreich
- August Grohmann (1921), Lehrer von 1901 bis 1921
- Johann Hartl (1911), Pfarrer von 1902 bis 1912
- Franz Heilmann (1998), Gemeinderat ab 1967 und Bürgermeister von 1979 bis 1997, Träger des Goldenen Verdienstzeichens des Landes Oberösterreich
- Johann Heiml (1968), Landwirt, erster Bürgermeister von Groß-Mitterkirchen von 1937 bis 1945 und von 1949 bis 1967, Träger der Goldenen Verdienstmedaille der Republik Österreich (1964)
- Josef Jochinger, war 41 Jahre Kapellmeister des Trachtenmusikvereines Mitterkirchen, 30 Jahre Leiter des Kirchenchores Mitterkirchen, jahrzehntelang aktives Mitglied mehrerer Tanzkapellen und maßgeblich an der Gründung der Partnerschaft zwischen Mitterkirchen und der bayerischen Gemeinde Mitterskirchen
- Michael Lettner (1937), Landwirt, Bürgermeister von Hofstetten bis zur Gemeindezusammenlegung Ende 1936
- Augustin Moser, ehemaliger Vizebürgermeister, Feuerwehr-Kommandant und Seniorenbund-Obmann (Verleihung 2023)[16]

### Weitere Träger von Bundes- und Landesauszeichnungen
- Johann Burghofer, Träger der Goldenen Verdienstmedaille der Republik Österreich (1993)
- Karl Fuchs, Volksschuldirektor, Träger des Goldenen Verdienstzeichens der Republik Österreich (1983)
- Karl Heiml, Träger der Goldenen Verdienstmedaille der Republik Österreich (1993)
- Anton Hinterreiter, Träger der Goldenen Verdienstmedaille der Republik Österreich (1993) und des Silbernen Verdienstzeichens des Landes Oberösterreich (1996)
- Augustin Moser, GTräger des Silbernen Verdienstzeichens der Republik Österreich (1993)
- Helmut Pikous, Träger der Goldenen Verdienstmedaille der Republik Österreich (1998)
- Johann Resch, Träger der Goldenen Verdienstmedaille der Republik Österreich (1993)
- Josef Riesenberger, Gemeindesekretär, Träger der Verdienstmedaille des Landes Oberösterreich (1997)
- Christine Spandier, Träger der Goldenen Verdienstmedaille der Republik Österreich (1998)

### Persönlichkeiten mit Beziehung zu Mitterkirchen
- Franz Asanger[17] (* 1958 in Saxen), Religionspädagoge und Germanist, verfasste das Heimatbuch Mitterkirchen – ein historisches Porträt der Machlandgemeinde, ist Amateurfotograf im Fotoklub VHS-AK Perg, war von 2000 bis 2013 Leiter des Bischöflichen Gymnasiums Petrinum und fungiert seither als Schulamtsleiter der Diözese Linz. Er wohnte einige Jahre in Mitterkirchen.
- Josef Grafeneder, katholischer Priester und Schriftsteller, war von 1963 bis 1990 Pfarrer von Mitterkirchen
- Adolf Lind (* 28. Mai 1894 in Wien; † 5. August 1966 in Wien), 1924 bis 1942 Landwirt in Loa 4, 1930 Gründer und erster Obmann der Molkereigenossenschaft Baumgartenberg, nationalsozialistischer Politiker und Bauernführer, 1938 kurze Zeit Landesrat in der oberösterreichischen Landesregierung unter August Eigruber
- Richard Neudorfer (* 17. November 1900 in Rüstorf; † 31. Jänner 1977 in Wels), war 1934 bis 1938 Lehrer in Mitterkirchen[18]
- Manfred Wakolbinger (* 6. November 1952 in Mitterkirchen), ist ein österreichischer bildender Künstler.
- Maximilian Walch (* 3. Februar 1952 in Mitterkirchen) ist Politiker (FPÖ/BZÖ) und war zwischen 2002 und 2006 Abgeordneter zum Österreichischen Nationalrat.